# Jonathan Carter
Jonathan Carter é um engenheiro britânico que atualmente é o projetista-chefe e diretor-adjunto de projeto da equipe de Fórmula 1 da Williams.

## Carreira
Carter começou sua carreira no automobilismo em 1979 com a Reynard Racing Cars, enquanto também trabalhava para a Arrows.
Ele se mudou para a McLaren em 2002. Em 2015, ele foi contratado pela Lotus F1 Team para ser chefe do departamento de projetos, ele permaneceu no mesmo cargo quando esta equipe foi transformado na Renault F1 Team. Em janeiro de 2020, Carter se transferiu para a Williams para assumir os cargos de projetista-chefe e diretor-adjunto de projeto da equipe.